# ناین میوزز
ناین میوزِز (کره‌ای: 나인뮤지스؛ انگلیسی: Nine Muses) گروه دخترانهٔ اهل کره جنوبی تشکیل شده در سال ۲۰۱۰ است. این گروه متشکل از چهارده عضو بود: جه‌کیونگ، بینی، رانا، لی سم، سه‌را، اونجی، ای‌یوئه‌رین، مین‌ها، هیونا، سونگ‌آه، گیونگ‌ری، هه‌می، سوجین، و کومجو.

## ترانه‌شناسی

### آلبوم‌های استودیویی
| عنوان      | جزئیات                                                                    | بهترین موقعیت در جدول | فروش          |
| عنوان      | جزئیات                                                                    | KOR                   | فروش          |
| ---------- | ------------------------------------------------------------------------- | --------------------- | ------------- |
| پریما دونا | - انتشار: ۱۴ اکتبر ۲۰۱۳ - ناشر: استار امپایر - فرمت: سی‌دی، دانلود دیجیتال | ۷                     | - KOR: 7,204+ |

### ری‌پکیج‌ها
| عنوان                             | جزئیات                                                                 | بهترین موقعیت در جدول | فروش         |
| عنوان                             | جزئیات                                                                 | KOR                   | فروش         |
| --------------------------------- | ---------------------------------------------------------------------- | --------------------- | ------------ |
| دفتر خاطرات میوزز پارت ۳: شهر عشق | - انتشار: ۳ اوت ۲۰۱۷ - ناشر: استار امپایر - فرمت: سی‌دی، دانلود دیجیتال | ۱۲                    | - KOR: 4,559 |

### همکاری‌ها
| عنوان | سال  | بهترین موقعیت در جدول | آلبوم                |
| عنوان | سال  | KOR Hot               | آلبوم                |
| --- | ---- | --------------------- | -------------------- |
| «بهم بده» (Give Me) (به همراه سو این-یونگ)                                                               | ۲۰۱۰ | *                     | اواس‌تی پرنسس دادستان |
| «ستاره دنباله‌دار» (Shooting Star) (به همراه سو این-یونگ، زی:آ، پارک جئونگ-آه، و جوئلری)                  | ۲۰۱۱ | —                     | تک‌آهنگ‌های بدون آلبوم |
| «برندهٔ روز» (Win the Day) (به همراه توپی‌ام، ۴مینیت، ام‌بلک، میس ای، دال شابت، سیستار، زی:آ، و بی‌وان‌ای‌فور) | ۲۰۱۲ | —                     | تک‌آهنگ‌های بدون آلبوم |
| «بلند شو» (Get Up) (به همراه ریتم پاور)                                                                  | ۲۰۱۲ | ۸۷                    | تک‌آهنگ‌های بدون آلبوم |
| «من به عشقت نیاز دارم» (I Need Your Love) (به همراه کیم جونگ-مین و تاک جه-هون)                           | ۲۰۱۲ | —                     | تک‌آهنگ‌های بدون آلبوم |

## جوایز و نامزدی‌ها
| سال  | مراسم جوایز                | دسته                    | نامزد / اثر  | نتیجه    | منابع |
| ---- | -------------------------- | ----------------------- | ------------ | -------- | ----- |
| ۲۰۱۰ | Korean Beauty Design Expo  | جایزه ستاره زیبای محبوب | —            | برنده    | [ ۵ ] |
| ۲۰۱۰ | جوایز فرهنگ و سرگرمی کره‌ای | جایزه ۱۰ خواننده برتر   | —            | برنده    | [ ۶ ] |
| ۲۰۱۰ | جوایز موسیقی آسیایی ام‌نت   | بهترین آرتیست تازه‌کار   | «No Playboy» | نامزدشده | [ ۷ ] |
| ۲۰۱۳ | جوایز مدل آسیایی           | بهترین آرتیست تازه‌کار   | —            | برنده    | [ ۸ ] |
| ۲۰۱۶ | جوایز هنر و سرگرمی کره‌ای   | بهترین گروه دخترانه     | —            | برنده    | [ ۹ ] |